# Megaporus hamatus
Megaporus hamatus är en skalbaggsart som först beskrevs av Clark 1862.  Megaporus hamatus ingår i släktet Megaporus och familjen dykare. Inga underarter finns listade i Catalogue of Life.